# Жжёные квасцы

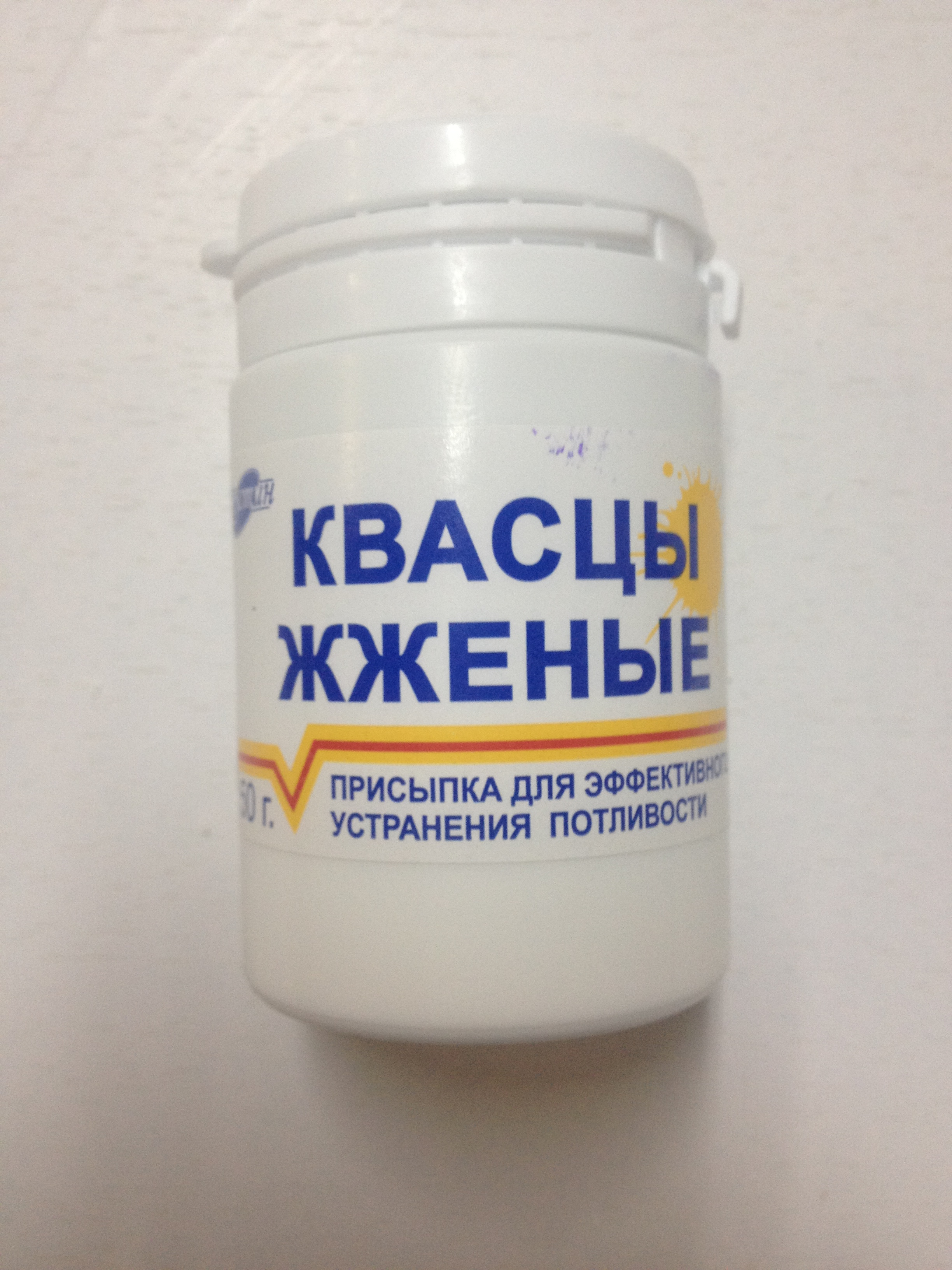
Присыпка от пота — квасцы жжёные

Жжёные квасцы́  — фармацевтический препарат, присыпка для наружного применения. Используется в медицине, в основном — в дерматологии. Состоит из обезвоженных алюминиевых квасцов (двойных сернокислых солей алюминия — обычно алюмокалиевых, но также иногда алюмонатриевых и алюмоаммониевых), имеют общую химическую формулу {\displaystyle {\ce {Me^{I}.[Me^{III}2(SO4)2],}}} где {\displaystyle {\ce {Me^{I}}}} — {\displaystyle {\ce {Na,}}} {\displaystyle {\ce {K}}} или аммоний — {\displaystyle {\ce {NH4,}}} {\displaystyle {\ce {Me^{III}}}} — {\displaystyle {\ce {Al.}}}

## История
Квасцы получили своё название в XV веке от славянского слова «кысати» — киснуть — за их вяжущий вкус.
В немедицинской практике алюмокалиевые квасцы применяются в виде кристаллогидрата — {\displaystyle {\ce {KAl(SO4)2.12H2O.}}}
Однако неустойчивость алюмокалиевых квасцов к выветриванию (потере кристаллизационной воды при хранении на воздухе) неудобно для применения в качестве фармакопейного препарата требует их обезвоживание. При нагревании квасцы обезвоживаются и теряют кристаллизационную воду, входящую в структуру кристаллической решётки соли.
Обезвоженный продукт затем измельчается и просеивается. Полученный порошок в фармакологии называют жжёными квасцами.
Квасцы жжёные представляют собой белый гигроскопичный порошок, плохо растворимый в холодной воде.

## Применение
Благодаря подсушивающему и вяжущему свойству, жжёные квасцы являются неорганическим средством для борьбы с потоотделением. При постоянном использовании квасцы жжёные помогают бороться с гипергидрозом (обильным потоотделением) ладоней, стоп и подмышечных впадин, полезны при профилактике грибковых заболеваний (микозов). Показано применение этого препарата при гипергидрозе ладоней и мышечных впадин, а также в случае появления опрелостей под грудными железами у женщин и в паху.
Обычный способ применения препарата — ежедневная присыпка им кожи стоп и межпальцевых складок ног, обычно на 4—5-й день устраняется неприятный запах, потливость стоп и ощущение зуда, а трещины и эрозии кожи заживают.
В отличие от антиперспирантов с органическими компонентами, жжёные квасцы не закупоривают поры потовых желез и не снижают активность потовых желез, так как их действие основано на высоких абсорбционных свойствах безводного сульфата алюминия-калия. Вследствие вяжущего и подсушивающего действий они обездвиживают микроорганизмы, а входящий в состав квасцов алюминий обладает заметным антимикробным действием. Таким образом квасцы подавляют активность бактерий и грибков, продукты жизнедеятельности которых и являются источником неприятного запаха.
Противозудный эффект обусловлен образованием на месте соприкосновения с кожей так называемой коллоидной плёнки, которая обволакивает и защищает нервные окончания.
Помимо описанных свойств, жжёные квасцы помогают в лечении острых воспалительных явлений при опрелости, дерматите, экземе, микозе и многих других кожных заболеваниях.
Благодаря обездвиживанию различных микроорганизмов и бактерицидным свойствам сульфата алюминия, квасцы жжёные обладают дезинфицирующим свойством. Поэтому присыпку нередко используют как кровеостанавливающее и прижигающее средство при мелких порезах и ссадинах. Жжёные квасцы быстро образуют «корочку» на раневой поверхности, что способствуют заживанию раны.
Благодаря противовоспалительному свойству, раствор препарата также часто используется в стоматологических целях, например при борьбе с кровоточивостью дёсен — полоскание полости рта слабые водные раствором квасцов (0,5—1 %) снижает боль, а также уменьшает жжение и зуд при стоматите, гингивите и других заболеваниях полости рта. При кровоточивости дёсен также рекомендуется протирать их порошком из смеси жжёных квасцов и поваренной соли.
Часто жжёные квасцы применяют в комбинации с борной и салициловой кислотами, танином, тальком или порошком коры дуба. Эти дополнительные компоненты хорошо совмещаются с квасцами, усиливая их фармакологическое действие. Например, чтобы устранить раздражение соприкасающихся поверхностей кожи от трения, а также от раздражающего действия пота и мочи, применяются минеральные пудры, состоящие из талька, жжёных квасцов и салициловой кислоты в различной пропорции.
Кроме того, жжёные квасцы применяются для ухода за домашними животными. Препарат одобрен для применения в ветеринарии: помогает лечить у животных порезы, потливость в области складок шкуры; и при удалении «дикого мяса» (в этом случае применяются до полного его излечения) у людей.

### Применение в косметике
Жжёные квасцы используют для лечения жирной себореи, «дикого мяса» и вросшего ногтя.

## Противопоказания
Есть сообщения о случаях дерматита в результате применения дезодоранта, содержащего квасцы PMID 10431678.